# 江ノ島駅
江ノ島駅（えのしまえき）は、神奈川県藤沢市片瀬海岸一丁目にある、江ノ島電鉄の駅。駅係員常駐駅である。駅番号はEN06。

## 概要
駅長と主席助役所在駅。全線の15駅は当駅で掌管している。その他の駅掛員常駐駅には各々助役が所在し、自駅と隣接無人駅を管理し、主席助役の補佐をしている。
当駅は江ノ島電鉄の登記上における本店所在地であり、構内には江ノ電本社ビル、乗務区、電務班も存在する。乗務区が隣接しているため、乗務員の交代も当駅で行われる。
以前は、車両の出・入庫や転線の際は係員が手動でポイントを切り替え、手旗などによる合図で入れ換えをするという姿も見られたが、2024年3月16日から施行されたCTC化に因り、転轍器は自動化されている。
1番線ホームの待合室は、江ノ電の資料や友好関係にある台湾国鉄平渓線関係の展示物やNゲージジオラマ、2007年9月まで運用されていた300形303号車の先頭部が保存されている。

## 歴史
- 1902年（明治35年）9月1日：片瀬駅として開業。
- 1929年（昭和4年）：江ノ島駅に改称。
- 1991年（平成3年）：駅舎が改築され、現在の姿になる。
- 2019年（平成31年）4月10日：駅舎のリニューアルが完了[2]。
- 2024年（令和6年）2月3日：CTC導入に伴い、事前対策として構内踏切が廃止され行先別改札に変更[3]。

## 駅構造
相対式ホーム2面2線を有する地上駅で駅員配置駅である。
かつてホーム同士は構内踏切で結ばれていたが、2024年2月3日より閉鎖されて行先別改札となり、改札内でのホーム間移動は不可能となった。なお、鎌倉方面改札の2番線ホーム側には、自動券売機・窓口は設置されていない為、藤沢方面側出札（1番線ホーム側）で購入した上で、駅外の公道・踏切を利用して移動する必要がある。
2006年9月、首都圏でのPASMOとSuica対応開始に伴い、自動改札機が設置された。2019年4月に完工したリニューアル工事では、2番線ホーム藤沢方への改札口の新設、トイレの全面洋式化、駅照明のLED化、コインロッカーの増設および木製ベンチの設置などが行われた。
鎌倉方には2本の留置線が設けられており、分岐器を介して1番線側から出入庫が可能。朝5 - 6時台に当駅始発の列車があり、入換が見られる。逆に21 - 23時台に当駅止まりの列車があり、入庫や転線が見られる。また、稀に日中でも車両交換や分割併合の車両の出・入庫や転線が行われる事がある。

### のりば
| 番線 | 路線         | 方向 | 行先                     | 備考  |
| ---- | ------------ | ---- | ------------------------ | ----- |
| 1    | 江ノ島電鉄線 | 上り | 藤沢方面                 | [ 3 ] |
| 2    | 江ノ島電鉄線 | 下り | 稲村ヶ崎・長谷・鎌倉方面 | [ 3 ] |

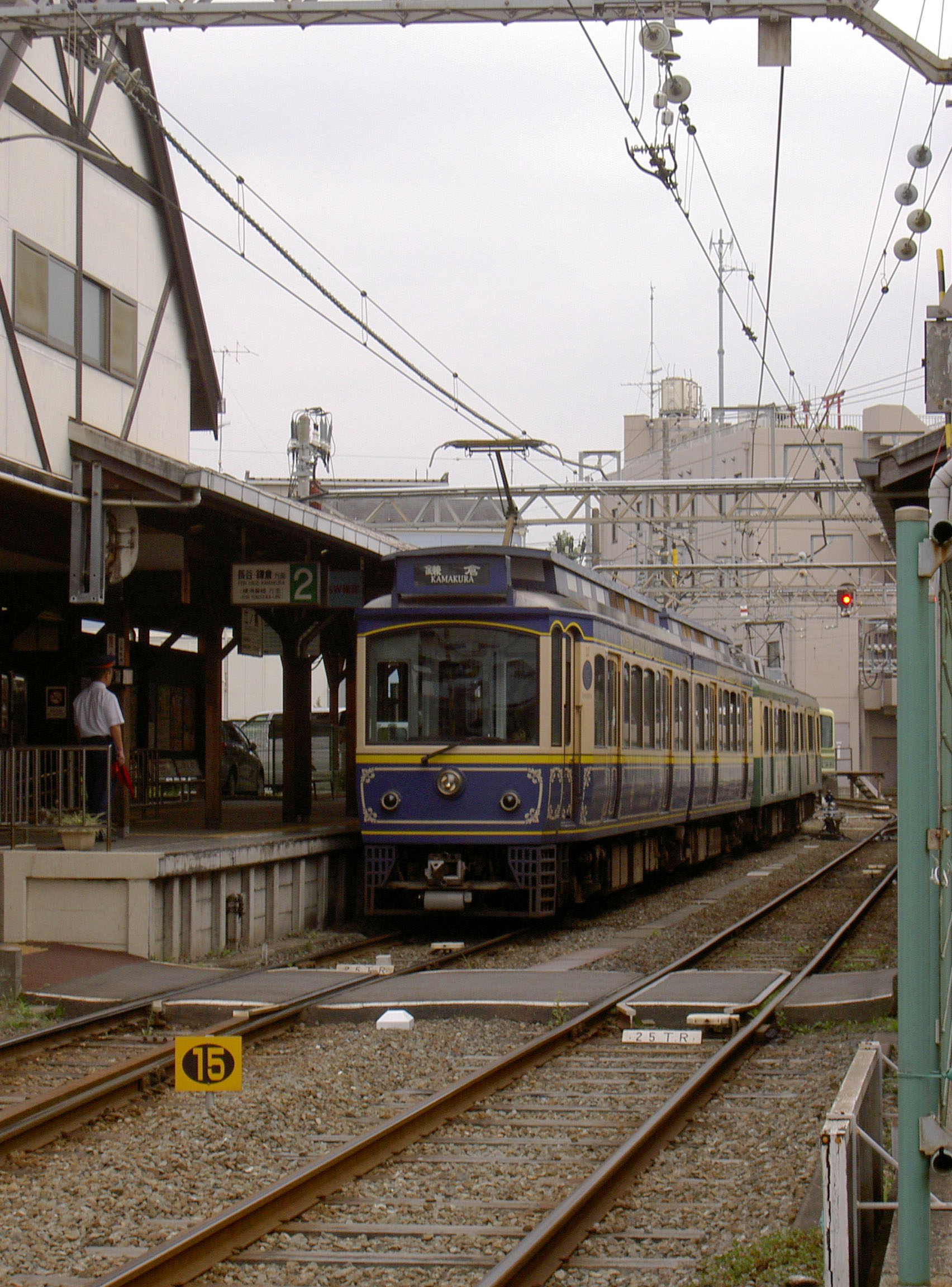
10形が停車中。画像右奥は本社（2006年10月）。
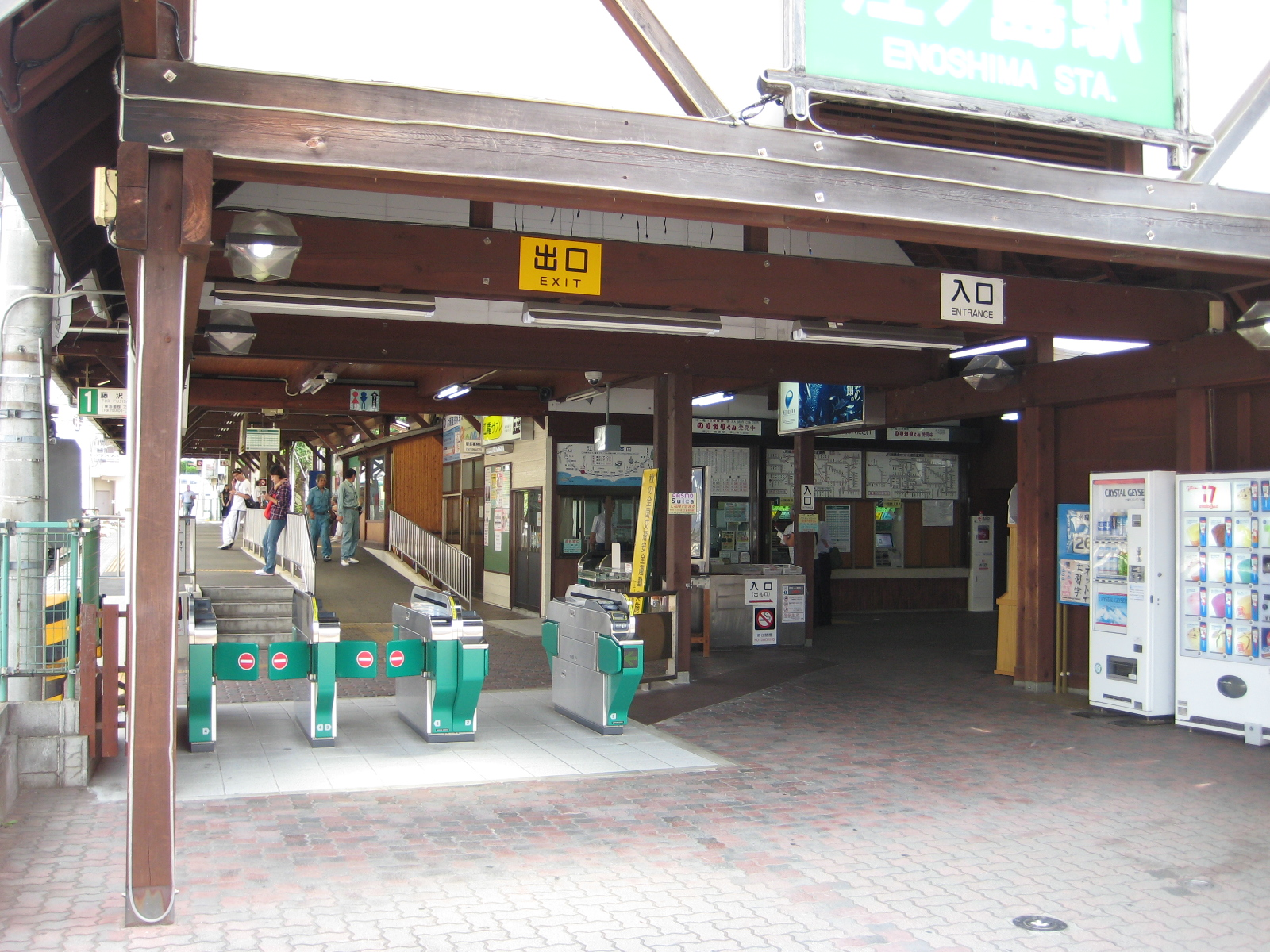
コンコース（2007年9月）
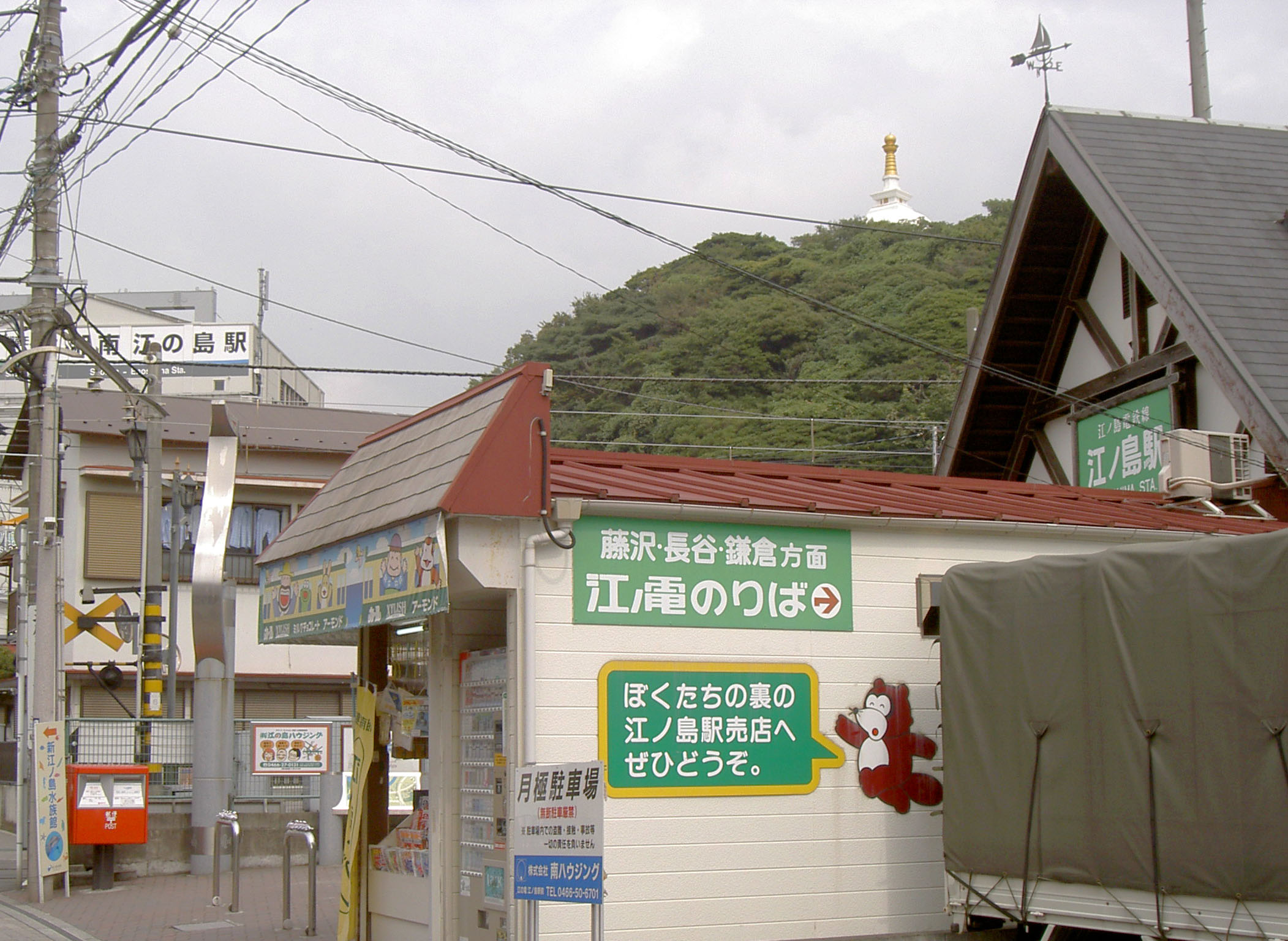
駅南側から望んだ光景。左奥に湘南江の島駅が見える（2006年10月）
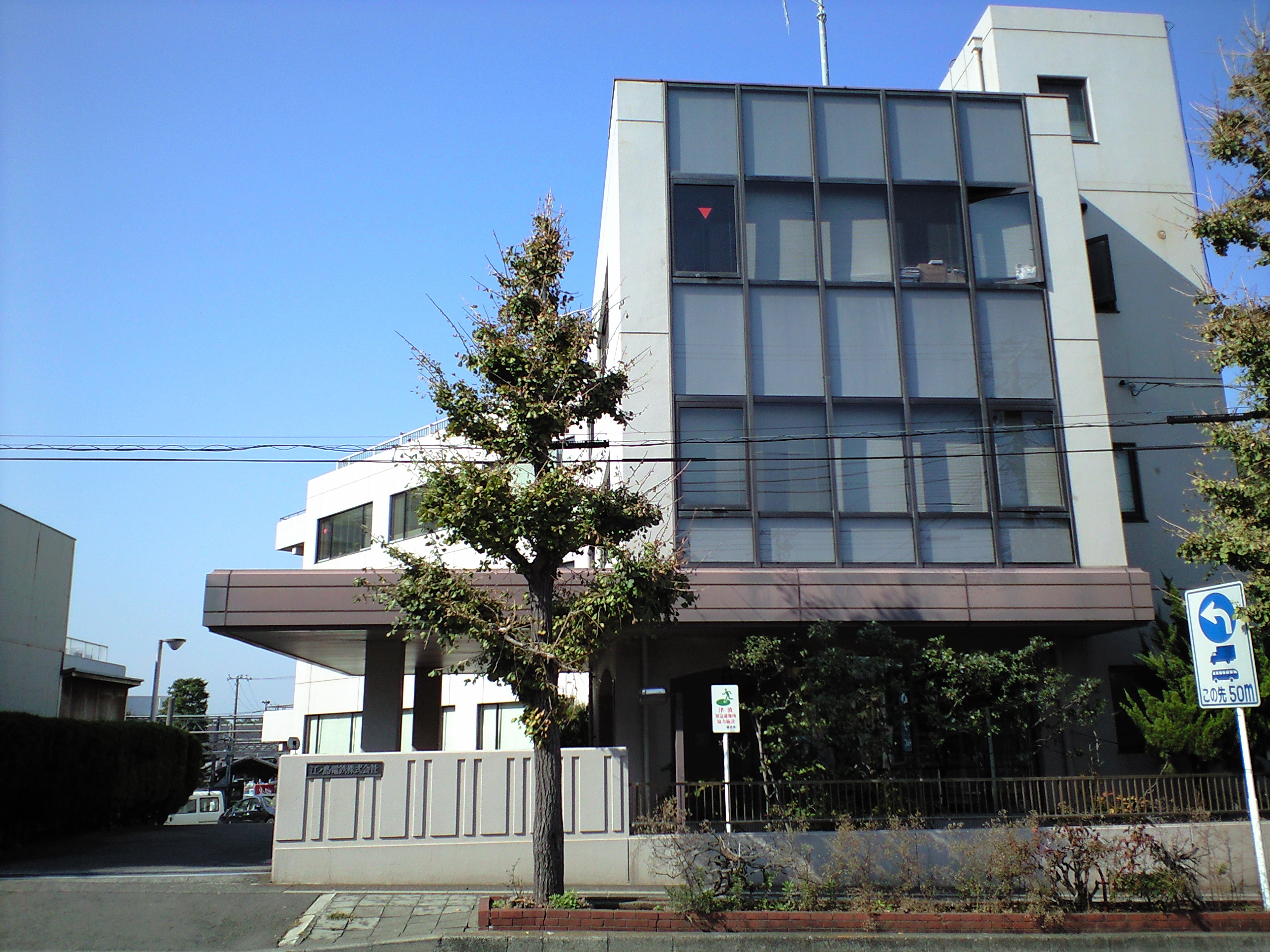
江ノ島電鉄本社事務所

## 利用状況
2019年（令和元年）度の1日平均乗降人員は10,097人であり、江ノ電全15駅中3位。
近年の1日平均乗降・乗車人員の推移は下表の通り。
| 年度               | 1日平均 乗降人員 | 1日平均 乗車人員 | 出典     |
| ------------------ | ---------------- | ---------------- | -------- |
| 1995年（平成07年） |                  | 2,614            | [ * 1 ]  |
| 1998年（平成10年） |                  | 2,350            | [ * 2 ]  |
| 1999年（平成11年） |                  | 2,368            | [ * 3 ]  |
| 2000年（平成12年） |                  | 2,364            | [ * 3 ]  |
| 2001年（平成13年） |                  | 2,443            | [ * 4 ]  |
| 2002年（平成14年） | 5,284            | 2,476            | [ * 5 ]  |
| 2003年（平成15年） | 5,501            | 2,602            | [ * 6 ]  |
| 2004年（平成16年） | 6,078            | 2,830            | [ * 7 ]  |
| 2005年（平成17年） | 6,231            | 2,812            | [ * 8 ]  |
| 2006年（平成18年） | 6,679            | 2,820            | [ * 9 ]  |
| 2007年（平成19年） | 5,353            | 2,289            | [ * 10 ] |
| 2008年（平成20年） | 7,047            | 2,746            | [ * 11 ] |
| 2009年（平成21年） | 6,421            | 2,296            | [ * 12 ] |
| 2010年（平成22年） | 5,656            | 2,433            | [ * 13 ] |
| 2011年（平成23年） | 6,628            | 3,049            | [ * 14 ] |
| 2012年（平成24年） | 6,581            | 3,457            | [ * 15 ] |
| 2013年（平成25年） | 6,774            | 3,012            | [ * 16 ] |
| 2014年（平成26年） | 7,078            | 3,140            | [ * 17 ] |
| 2015年（平成27年） | 7,345            | 3,258            | [ * 18 ] |
| 2016年（平成28年） | 7,579            | 3,360            | [ * 19 ] |
| 2017年（平成29年） | 10,208           | 4,339            | [ * 20 ] |
| 2018年（平成30年） | 10,614           | 4,443            | [ * 21 ] |
| 2019年（令和元年） | 10,097           | 4,337            | [ * 22 ] |

## 駅周辺
- 江ノ島電鉄本社
- 江の島（神奈川県指定史跡名勝。※指定名称は「江ノ島」）
- 新江ノ島水族館
- 片瀬東浜海水浴場
- 片瀬西浜海水浴場
- 湘南白百合学園小学校・幼稚園
- 寂光山龍口寺
- 片瀬漁港
- 江ノ電もなか「扇屋」（1990年に廃車となった600形651号の先頭部分とパンタグラフが店先に存置されている。）[7]
- 江のピコ
- かながわ信用金庫 片瀬支店

### バス路線
駅前にある「江ノ島駅前」が最寄りバス停。この他併用軌道区間近くにある「竜口寺」も利用可能。
江ノ島駅前
| 系統 | 主要経由地                     | 行先       | 運行会社       | 備考          |
| ---- | ------------------------------ | ---------- | -------------- | ------------- |
| F3   | 竜口寺                         | 江ノ島     | 江ノ電バス     |               |
| F31  | 竜口寺、江ノ島                 | 湘南港桟橋 | 江ノ電バス     | 土日祝のみ1本 |
| 藤77 | 竜口寺、江の島、江ノ島水族館前 | 辻堂駅南口 | 神奈川中央交通 | 海の日運行    |

| 系統 | 主要経由地                 | 行先       | 運行会社       | 備考       |
| ---- | -------------------------- | ---------- | -------------- | ---------- |
| F3   | 柳小路、県合同庁舎前、奥田 | 藤沢駅南口 | 江ノ電バス     |            |
| F31  | 柳小路、県合同庁舎前、奥田 | 藤沢駅南口 | 江ノ電バス     |            |
| F35  | 柳小路、県合同庁舎前、奥田 | 藤沢駅南口 | 江ノ電バス     |            |
| 藤77 | 柳小路、県合同庁舎前       | 藤沢駅北口 | 神奈川中央交通 | 海の日運行 |

竜口寺
| 系統 | 主要経由地                               | 行先       | 運行会社       | 備考          |
| ---- | ---------------------------------------- | ---------- | -------------- | ------------- |
| F3   | 東浜、江ノ島海岸                         | 江ノ島     | 江ノ電バス     |               |
| F31  | 東浜、江ノ島海岸、江ノ島                 | 湘南港桟橋 | 江ノ電バス     | 土日祝のみ1本 |
| 藤77 | 東浜、江ノ島海岸、江の島、江ノ島水族館前 | 辻堂駅南口 | 神奈川中央交通 | 海の日運行    |

| 系統 | 主要経由地                 | 行先       | 運行会社       | 備考       |
| ---- | -------------------------- | ---------- | -------------- | ---------- |
| F3   | 柳小路、県合同庁舎前、奥田 | 藤沢駅南口 | 江ノ電バス     |            |
| F31  | 柳小路、県合同庁舎前、奥田 | 藤沢駅南口 | 江ノ電バス     |            |
| F35  | 柳小路、県合同庁舎前、奥田 | 藤沢駅南口 | 江ノ電バス     |            |
| 藤77 | 柳小路、県合同庁舎前       | 藤沢駅北口 | 神奈川中央交通 | 海の日運行 |

### 周辺路線
下記の路線・駅が徒歩圏にあるが、連絡運輸は行われていない。
- 湘南江の島駅（湘南モノレール江の島線） - 国道467号を挟んで山側に隣接している。
- 片瀬江ノ島駅（小田急江ノ島線） - 路程で600メートルほど離れている。

## 隣の駅
江ノ島電鉄
 江ノ島電鉄線
湘南海岸公園駅 (EN05) - 江ノ島駅 (EN06) - 腰越駅 (EN07)
当駅鎌倉方の龍口寺交差点より腰越駅まで併用軌道となる。